# Synema fuscomandibulatum
Synema fuscomandibulatum är en spindelart som beskrevs av Alexander Petrunkevitch 1925. Synema fuscomandibulatum ingår i släktet Synema och familjen krabbspindlar.
Artens utbredningsområde är Panama. Inga underarter finns listade i Catalogue of Life.